# ローズル・シュミット
ローズル・シュミット（Rosl Schmid, 1911年4月25日 - 1978年11月20日）は、ドイツ出身のピアニスト。

## 経歴
ミュンヘンの生まれ。4歳の頃よりステファニー・フドニクにピアノを習い、16歳で地元のテアティナー教会のオルガン奏者を務めた。1928年からミュンヘン音楽院でヴァルター・ランペに師事。1931年に音楽院を卒業した時にはフェリックス・モットル賞を贈られ、ドイツ内外での演奏活動を開始した。1937年にはベルリン音楽賞を贈られ、1938年にはウジェーヌ・イザイ・コンクールで9位入賞を果たしたが、ライプツィヒでロベルト・タイヒミュラーの門を叩き、翌年にタイヒミュラーが亡くなるまでその教えを受けた。第二次世界大戦後の1945年から演奏活動を活発化させ、1949年から度々ヨーゼフ・カイルベルトの指揮するベルリン・フィルハーモニー管弦楽団の演奏会にソリストとして参加していた。
1948年から母校のミュンヘン音楽院で教鞭を執った。
ミュンヘンにて死去。